# Féminisme du point de vue

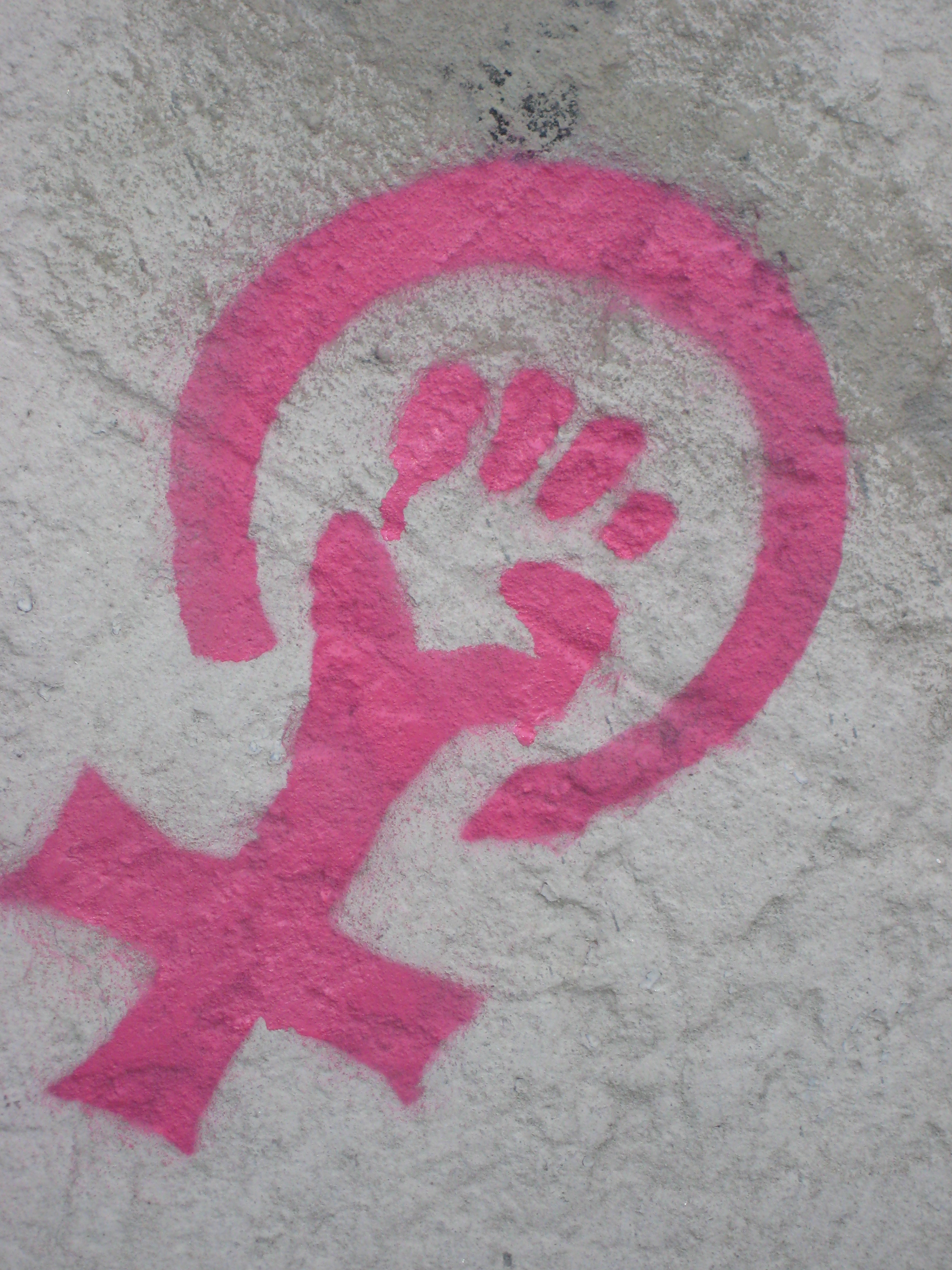

Le féminisme du point de vue est une théorie née dans les années 1970 selon laquelle les sciences sociales féministes devraient être établies du point de vue des femmes ou d'un groupe particulier de femmes car elles sont mieux équipées pour comprendre certains aspects du monde. En tant que théorie critique féministe, elle se concentre sur la relation entre la production de connaissances et les pratiques de pouvoir. Elle peut être considérée comme une forme mixte de féminisme marxiste, de théorie critique et d'un éventail de disciplines scientifiques sociales. Une épistémologie féministe, ou du point de vue féminin, propose de faire de l'expérience des femmes le point de départ en plus, et parfois à la place, de celui des hommes.

## Généralités
Le point de vue féministe se concentre sur les relations de pouvoir, qui sont largement cultivées sur des valeurs culturelles et un rôle de genre attribué. Dans ce contexte, le point de vue féministe pourrait être une base théorique pour intégrer les connaissances, les compétences et les expériences des femmes, au lieu d'une manière conventionnelle de penser et de faire les choses en tenant compte des connaissances et des expériences des groupes dominants.
Dorothy Smith, professeure à l'University of California (Berkeley), alors que le mouvement féministe en est à ses débuts, se penche sur l'expérience des femmes universitaires et leur demande de raconter leur histoire de vie. Influencée par Karl Marx, elle tente de développer une «sociologie pour les femmes». Elle fonde la théorie du "féminisme du point de vue" qui étudie le monde social du point de vue des femmes sur leur monde quotidien.
Tel que théorisé par Nancy Hartsock en 1983, le féminisme du point de vue est fondé sur le marxisme. Elle fait valoir qu'un point de vue féministe peut être construit à partir de la compréhension que Marx a de l'expérience et utilisé pour critiquer les théories patriarcales. Par conséquent, un point de vue féministe est essentiel pour examiner les oppressions systémiques dans une société qui, selon le point de vue des féministes, dévalorise les connaissances des femmes. Le féminisme de point de vue montre que, parce que la vie et les rôles des femmes dans presque toutes les sociétés sont très différents de ceux des hommes, les femmes détiennent un type de connaissances différents.
Le féminisme du point de vue réunit plusieurs épistémologies. Les théoriciens féministes du point de vue tentent de critiquer les épistémologies conventionnelles dominantes dans les sciences sociales et naturelles, ainsi de défendre la cohérence des connaissances féministes.
Au départ, les théories féministes portent sur la position des femmes dans la division sexuelle du travail. Les théoriciens du point de vue comme Donna Haraway ont cherché à montrer le point de vue comme la "notion de connaissance située". Cette théorie est considérée comme ayant des conséquences potentiellement radicales en raison de l'accent mis sur le pouvoir et du fait qu'elle remet en question l'idée d'une «vérité essentielle», en particulier la réalité hégémonique créée, transmise et imposée par ceux qui sont au pouvoir.

## Établir un point de vue
Les théoriciennes du féminisme du point de vue s'accordent sur le fait que le point de vue n'est pas uniquement la perspective occupée par le simple fait d'être une femme. Alors qu'une perspective dépend de la position socio-économique et peut fournir un point de départ à l'émergence d'un point de vue, un point de vue se gagne à travers une expérience de lutte politique collective. Si les dominants et les dominés occupent des perspectives, les dominés seraient mieux placés pour parvenir à un point de vue. Cependant, cela ne veut pas dire que ceux qui occupent des perspectives qui ne sont pas marginales ne peuvent pas aider à atteindre une conscience critique partagée par rapport aux effets des structures de pouvoir et de la production épistémique. Par exemple, une grande partie de la recherche scientifique conventionnelle produit des connaissances comprises à travers des visions du monde préjugées par les hommes et isolant les femmes de leurs propres réalités. Ce n'est qu'à travers de telles luttes que nous pouvons commencer à voir sous les apparences créées par un ordre social injuste la réalité de la façon dont cet ordre social est en fait construit et maintenu. Ce besoin de lutte souligne le fait qu'un point de vue féministe n'est pas quelque chose que n'importe qui peut avoir simplement en le revendiquant. Un point de vue diffère à cet égard d'une perspective que chacun peut avoir simplement en «ouvrant les yeux».

## Mansplaining

Le mansplaining (de l'anglais « man », homme, et « explaining », explication) est un concept féministe né dans les années 2010 qui désigne une situation où un homme explique à une femme quelque chose qu'elle sait déjà, voire dont elle est experte, sur un ton potentiellement paternaliste ou condescendant. Il peut être considéré comme un concept faisant partie du féminisme du point de vue. Si cet état de fait existe depuis longtemps, sa conceptualisation vient d'un essai écrit par Rebecca Solnit en 2008 "Men Explain Things To Me" dans lequel elle parle de son expérience durant laquelle un homme lui explique un livre qu'elle a elle-même écrit. Selon cette idée, les femmes sont perçues comme inférieures aux hommes simplement parce qu'elles sont des femmes.

## Objectivité forte
La notion d'objectivité forte est décrite par la philosophe féministe Sandra Harding. Elle s'appuie sur les idées de la théorie du point de vue féministe, qui plaide en faveur de l'importance de partir des expériences de ceux qui ont été traditionnellement exclus de la production de connaissances. En commençant l'enquête à partir des expériences vécues par des femmes ou de ceux qui ont été traditionnellement en dehors des institutions dans lesquelles les connaissances sur la vie sociale sont produites et classées, des connaissances plus objectives et plus pertinentes peuvent être produites. L’objectivité ne peut s’atteindre qu’en considérant les subjectivités des chercheurs.
Les théories du point de vue rappellent qu'une conception naturaliste de la connaissance est importante. Les revendications de la connaissance et leur justification font partie du monde que nous cherchons à comprendre et ont des conséquences réelles.

## Black feminism
Le black feminism est un mouvement de pensées qui s'articule du point de vue et pour les femmes noires américaines. Il décrit les femmes noires comme un groupe unique qui existe dans un «endroit» aux États-Unis où les processus intersectionnels de race, d'ethnicité, de sexe, de classe et d'orientation sexuelle façonnent la conscience individuelle et collective des femmes noires, leur auto-définition et leurs actions.
En tant que théorie du point de vue, la pensée féministe noire conceptualise les identités comme des «lieux» organiques, fluides, interdépendants, multiples et dynamiques construits socialement dans un contexte historique. Elle est fondée sur l'expérience historique des femmes noires avec l'esclavage, les mouvements anti-lynchage, la ségrégation, les mouvements des droits civiques et du pouvoir noir, la politique sexuelle, le capitalisme et le patriarcat.
Les principes distinctifs de la pensée féministe noire contemporaine comprennent : (1) la croyance que l'auto-auteur et la légitimation de connaissances partielles et subjuguées représentent un point de vue unique et diversifié de et par les femmes noires;  (2) les expériences des femmes noires de multiples oppressions entraînent des besoins, des attentes, des idéologies et des problèmes différents de ceux des hommes noirs et des femmes blanches; et (3) la conscience féministe noire est un concept en constante évolution.
La pensée féministe noire démontre le pouvoir émergent des femmes noires en tant qu'agents du savoir. En dépeignant les femmes afro-américaines comme des individus auto-définis et autonomes confrontés à l'oppression raciale, sexuelle et de classe, la pensée féministe afrocentrique témoigne de l'importance que joue la connaissance dans l'autonomisation des personnes opprimées. Une caractéristique distinctive de la pensée féministe noire est son insistance sur le fait que le changement de conscience des individus et la transformation sociale des institutions politiques et économiques constituent des ingrédients essentiels pour le changement social.
Pour Patricia Hill Collins, le black féminisme est la sagesse collective de ceux qui ont des perspectives similaires dans des groupes subordonnés de la société. Elle propose deux interprétations de la conscience des groupes opprimés. La première selon laquelle les oppressés s'identifient aux groupes dominants et n'ont aucune interprétation propre de leur oppression. La seconde approche suppose que les subordonnés sont «moins humains» que les dominants, ce qui les rend moins capables de comprendre et de parler de leurs propres expériences. Bien que les femmes noires puissent avoir des expériences communes, cela ne signifie pas que toutes les femmes noires ont développé les mêmes pensées. La théorie du point de vue du black féminisme vise à sensibiliser ces groupes marginalisés et à leur proposer des moyens d'améliorer leur position dans la société.

## Critiques
Les féministes postmodernes critiquent le féminisme du point de vue en argumentant qu'il n'existe pas une "'expérience des femmes" concrète à partir de laquelle construire. Les vies des femmes à travers le temps et l'espace sont tellement variables qu'il est impossible de généraliser sur leurs expériences.

## Féminisme du point de vue contemporain
Les théoriciens du féminisme du point de vue reconnaissent aujourd'hui les nombreuses différences entre les femmes qui rendent impossible une "expérience de femmes" unique ou universelle. Parce que le sexisme ne se produit pas dans le vide, il est important de le voir dans la perspective d'autres systèmes de domination et d'analyser la manière dont il interagit avec le racisme, l'homophobie ou le colonialisme dans une "matrice de domination".
Les théories contemporaines du féminisme du point de vue conçoivent un point de vue relationnel, plus qu'un point de vue provenant uniquement de l'expérience des femmes. Elles soutiennent que les individus peuvent être opprimés dans certaines situations et en relation avec certaines personnes et en même temps être privilégiés par rapport à d'autres. Leur objectif est de situer les femmes et les hommes dans le cadre de systèmes de domination multiples plus précis et plus à même de confronter les structures oppressives du pouvoir.